# سولون بيكسلر
سولون بيكسلر (بالإنجليزية: Solon Bixler)‏ هو عازف قيثارة أمريكي، ولد في 4 يناير 1977 في فريسنو في الولايات المتحدة.

## وصلات خارجية
- سولون بيكسلر على موقع IMDb (الإنجليزية)
- سولون بيكسلر على موقع ميوزك برينز (الإنجليزية)
- سولون بيكسلر على موقع ديسكوغز (الإنجليزية)